# Postavme školu v Africe
Postavme školu v Africe je projekt Člověka v tísni který ve spolupráci s Junákem pořádá sbírku a benefiční akce. Cílem projektu je podpora vzdělávání v Etiopii. Získané finance jsou využívány na stavbu škol a jejich výbavení.  V letech 2005 až 2016 bylo v rámci projektu postaveno 18 škol.